# 輔助機車

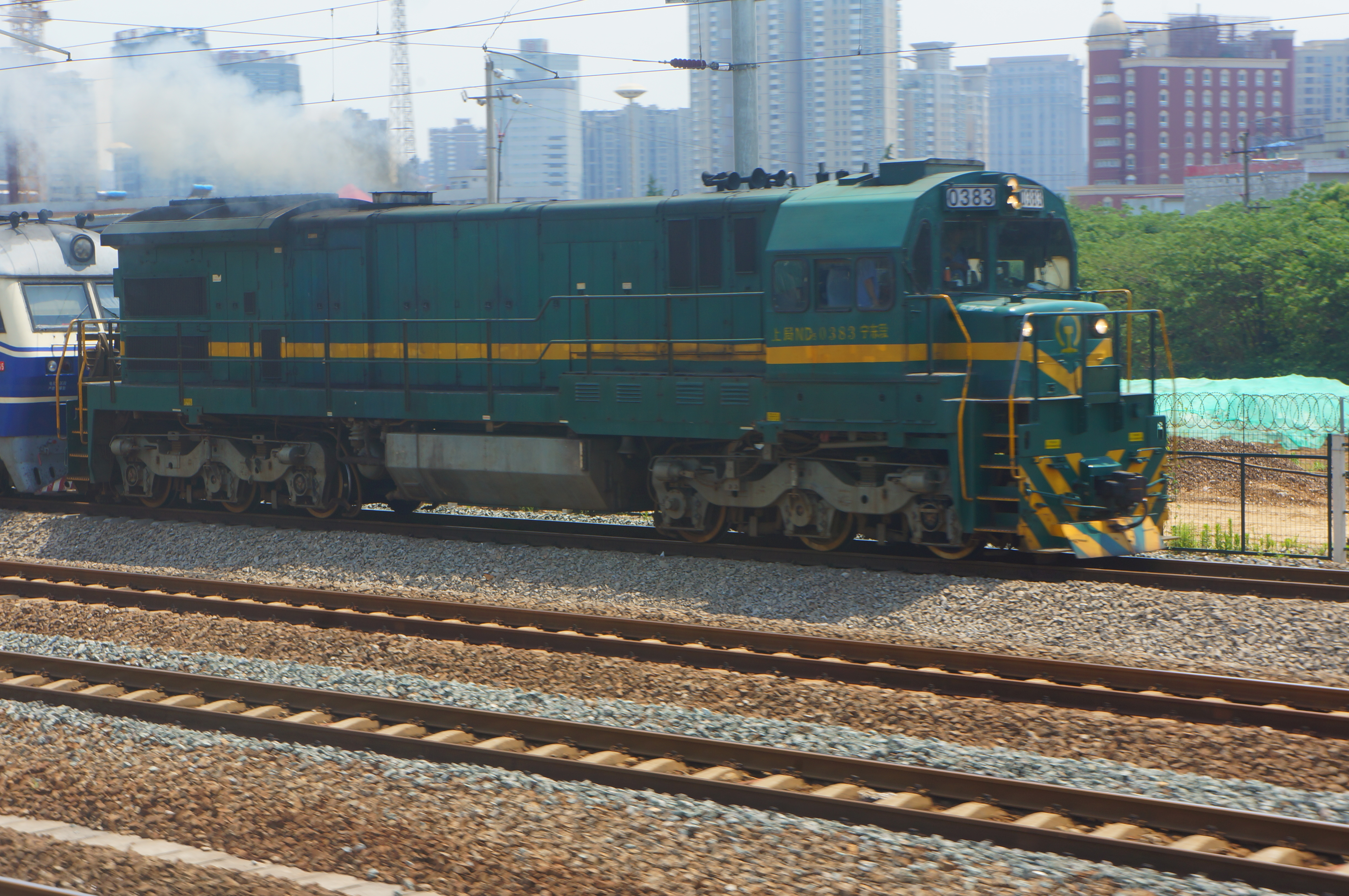
ND5型柴油机车牵引机破（原本务机为東風11型柴油機車）的K46次列车驶出芜湖站

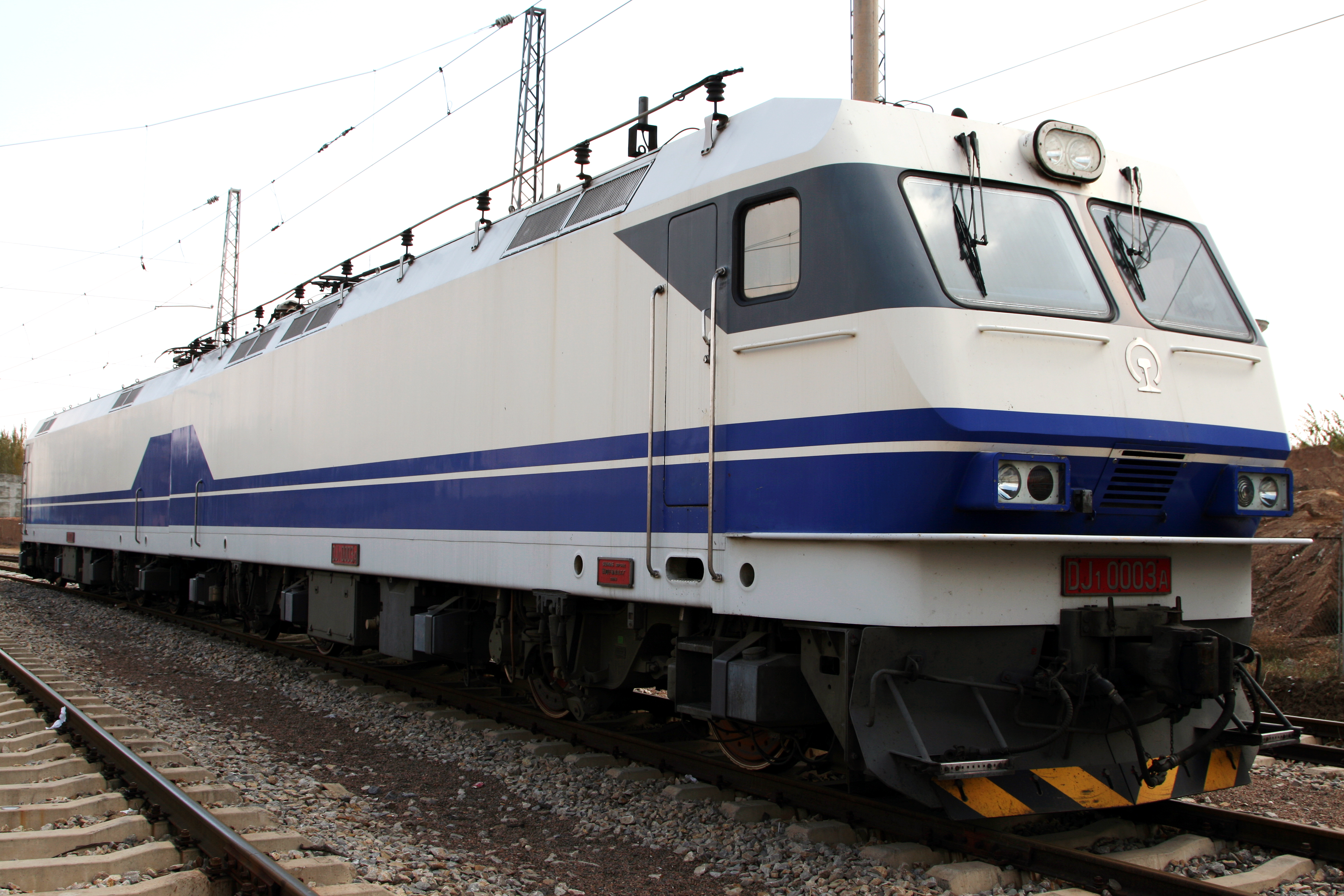
曾主要用作補機的DJ1型電力機車

輔助機車又叫輔機或補機，是當鐵路列車行駛上坡道、天候因素或故障，致使鐵路機車超過牽引定數無法獨力牽引列車時，用以輔助該列車行駛之鐵路機車。

## 台灣
在台鐵系統中，依據臺灣鐵路管理局行車實施細則第一章總則，第二條本細則用語，釋意如左：

二十三. 輔助機車：指因列車行駛上坡道等，本務機車超過牽引定數時用以輔助該列車行駛之機車。

## 中國大陸
而在中國鐵路系統中，補機一般出現在一些負責重型貨運、地勢不平的鐵路（例如介乎於山西至河北的大秦鐵路），而該等鐵路所屬的鐵路局/公司機務段一般設有補機隊，採用牽引力較低的機車（如以SS4或HXD3配搭HXD1或HXD2電力機車；DJ1型電力機車亦曾主力用作補機）。而在機車發生機破的時候，亦會使用相應的補機（例如在2013年8月28日，牽引T823次廣九直通車前往香港之港鐵Re465機車在廣州中途機破，列車改由同樣備有香港適用訊號系統的SS8 0141牽引）。

## 香港
在G12型柴油機車退役前，若九廣東鐵貨運列車噸位太重，使用一輛G26型柴油機車仍未足以牽引時，會於G26後方配搭一輛G12機車作補機。